# 莱斯·拉克利
莱斯·拉克利（英語：Les Rackley，约1954年—），新西兰前男子拳击、橄榄球运动员。他曾代表新西兰参加1974年英联邦运动会拳击比赛，获得男子中量级铜牌。